# Atlanti fattyúteknős
Az atlanti fattyúteknős (Lepidochelys kempii) a hüllők (Reptilia) osztályába teknősök (Testudines) rendjébe és a tengeriteknős-félék (Cheloniidae) családjába tartozó  faj.

## Előfordulása
Az Amerikai Egyesült Államok és Mexikó tengerparti területén honos.

## Megjelenése
Testhossza 55-75 centiméter, testtömege 30-50 kilogramm.

## Szaporodása
A tengerparti homokba rakja tojásait.